# El-Farol-Bar-Problem
Das El-Farol-Bar-Problem ist ein Problem in der Spieltheorie und dort ein Spezialfall eines Minderheiten-Spiels. Es wurde 1994 von Brian Arthur aufgestellt. Hierbei stand eine Bar in Santa Fe (New Mexico) Taufpate.
Das Problem lautet wie folgt: Die – immer gleich große – Bevölkerung eines bestimmten Ortes will jeden Donnerstagabend in die El Farol Bar. Allerdings ist das El Farol ziemlich klein und es macht keinen Spaß den Abend dort zu verbringen, wenn es überfüllt ist. In Zahlen gefasst, führt dies zu folgendem Zustand:
- Wenn weniger als 60 % der Bevölkerung ins El Farol gehen, verbringen diese in der Bar einen angenehmeren Abend als zu Hause.
- Wenn jedoch mehr als 60 % der Bevölkerung ins El Farol gehen, wäre es für sie angenehmer gewesen, zu Hause geblieben zu sein.

Alle Einwohner müssen sich zur gleichen Zeit entscheiden, ob sie ins El Farol gehen wollen oder nicht. Sie können nicht die Entscheidung der anderen abwarten und ihre eigene davon abhängig machen.
Die Bedeutung des Problems liegt darin, dass, egal welche (deterministische) Methode eine Person anwendet, um zu entscheiden, ob man ins El Farol geht oder nicht, diese Methode scheitern wird, wenn jeder sie verwendet. Wenn jeder die gleiche Methode verwendet, wird das El Farol leer sein, wenn die Methode das Ergebnis liefert, dass das El Farol überfüllt ist und umgekehrt.
Es gibt Varianten des Problems, in denen die Personen sich verständigen dürfen, jedoch nicht die Wahrheit sagen müssen, bevor sie ihre Entscheidung treffen.